# Calicnemia nipalica
Calicnemia nipalica е вид водно конче от семейство Platycnemididae. Видът е уязвим и сериозно застрашен от изчезване.

## Разпространение и местообитание
Разпространен е в Непал.
Обитава сладководни басейни и потоци.